# خورخي لوبيز (مجدف)
خورخي لوبيز هو مجدف كوبي، ولد في 26 أغسطس 1943.

## وصلات خارجية
- خورخي لوبيز على موقع الاتحاد الدولي للتجديف (الإنجليزية)
- خورخي لوبيز على موقع أوليمبيديا (الإنجليزية)